# Затишок (селище)

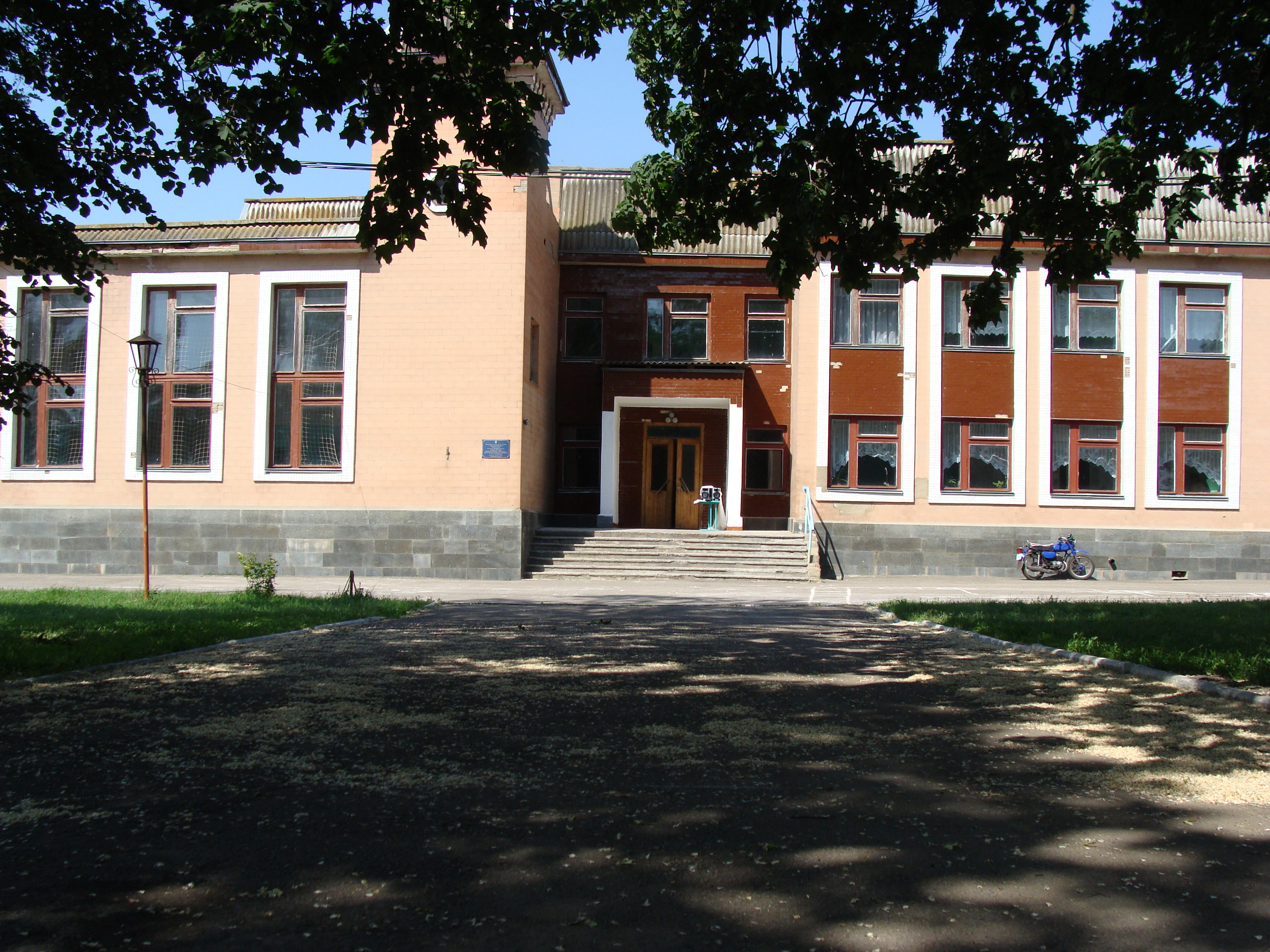
Затишанський НВК

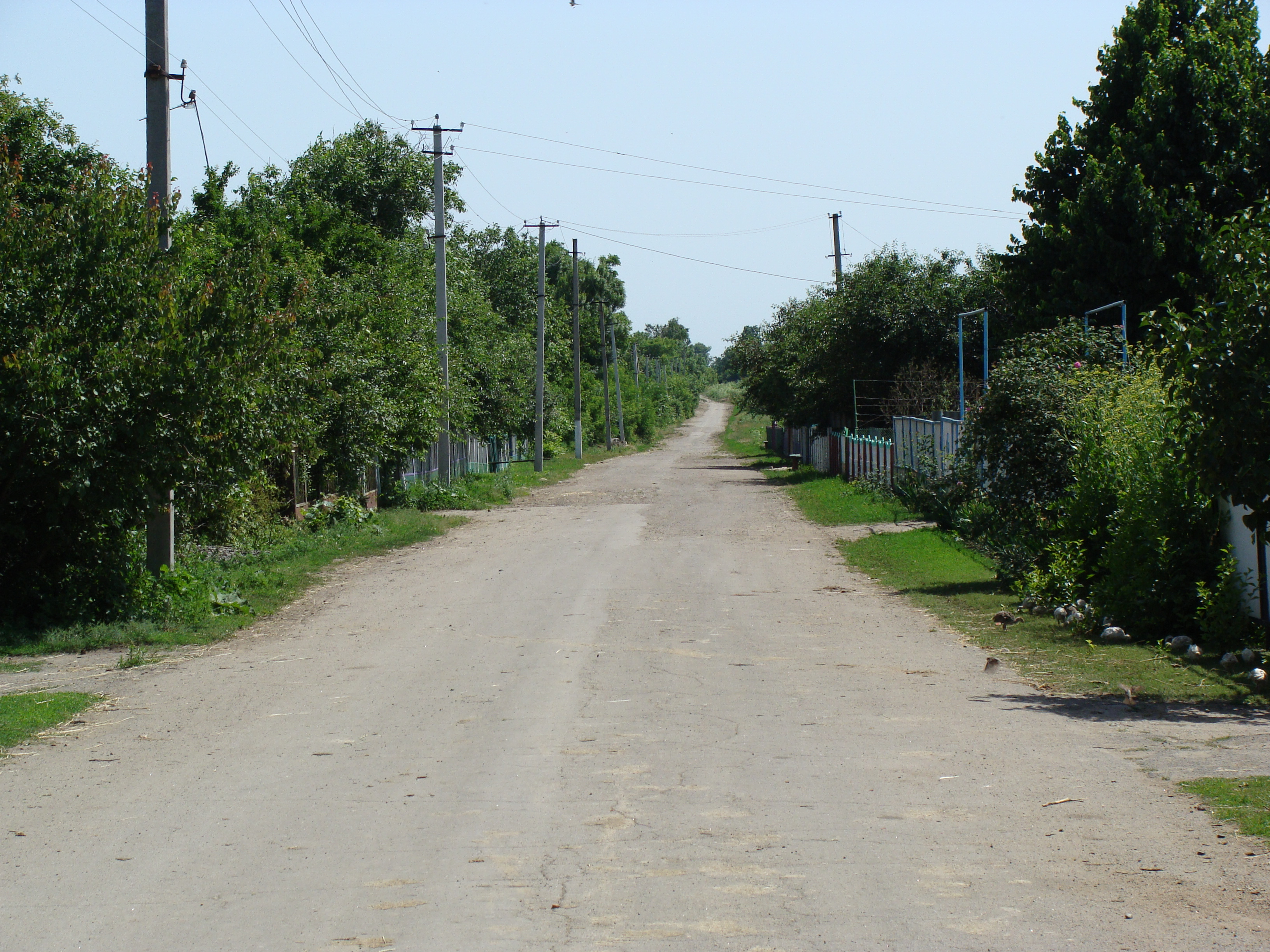
вулиця

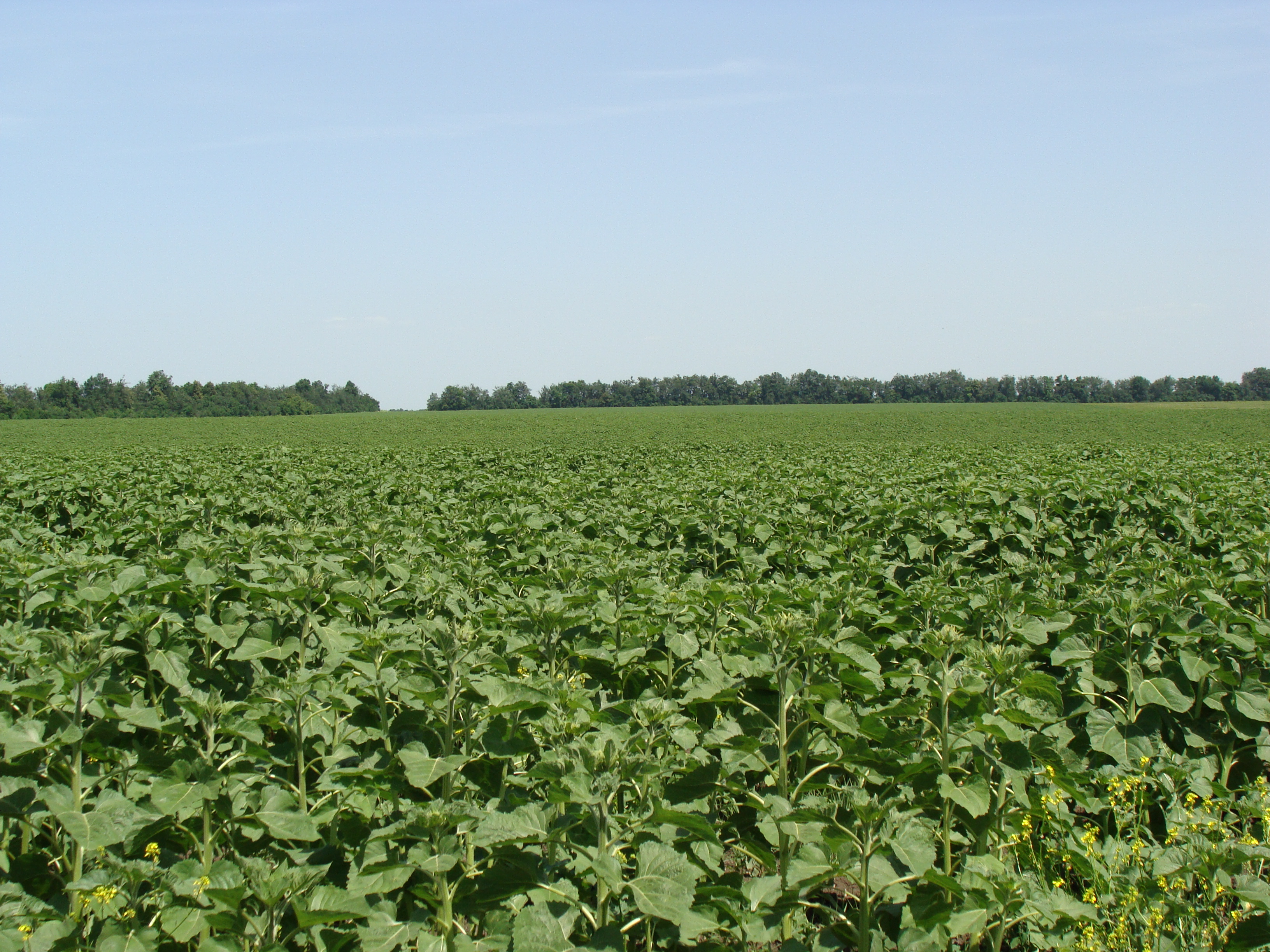
соняшник

Затишок — селище в Україні, в Уманському районі Черкаської області.

## Населення
За даними перепису 2001 року населення становило 413 осіб.

### Мовний склад
Рідна мова населення за даними перепису 2001 року:
| Мова       | Чисельність, осіб | Доля     |
| ---------- | ----------------- | -------- |
| Українська | 408               | 98,79 %  |
| Інше       | 5                 | 1,21 %   |
| Разом      | 413               | 100,00 % |

## Історія

### Утворення селища
Селище Затишок Уманського району Черкаської області розташоване в лісостеповій зоні центральної України на берегах мальовничої річки Вікнинки, що бере початок на  затишанських землях і  впадає в Південний Буг. Поселень давньої доби тут не виявлено. Це крайня південно - західна точка Черкаської області, межує з Кіровоградською та Вінницькою областями.
Умовно свій населений пункт  мешканці поділяють на частини: перші хатки, другі хатки, центр, радгосп.  В селищі є 9 штучно створених ставків: Перший, Таборський, Панський, Свистун, Свинарський, Бобровський, Тіпайкин, Мехерський, Восьмий.

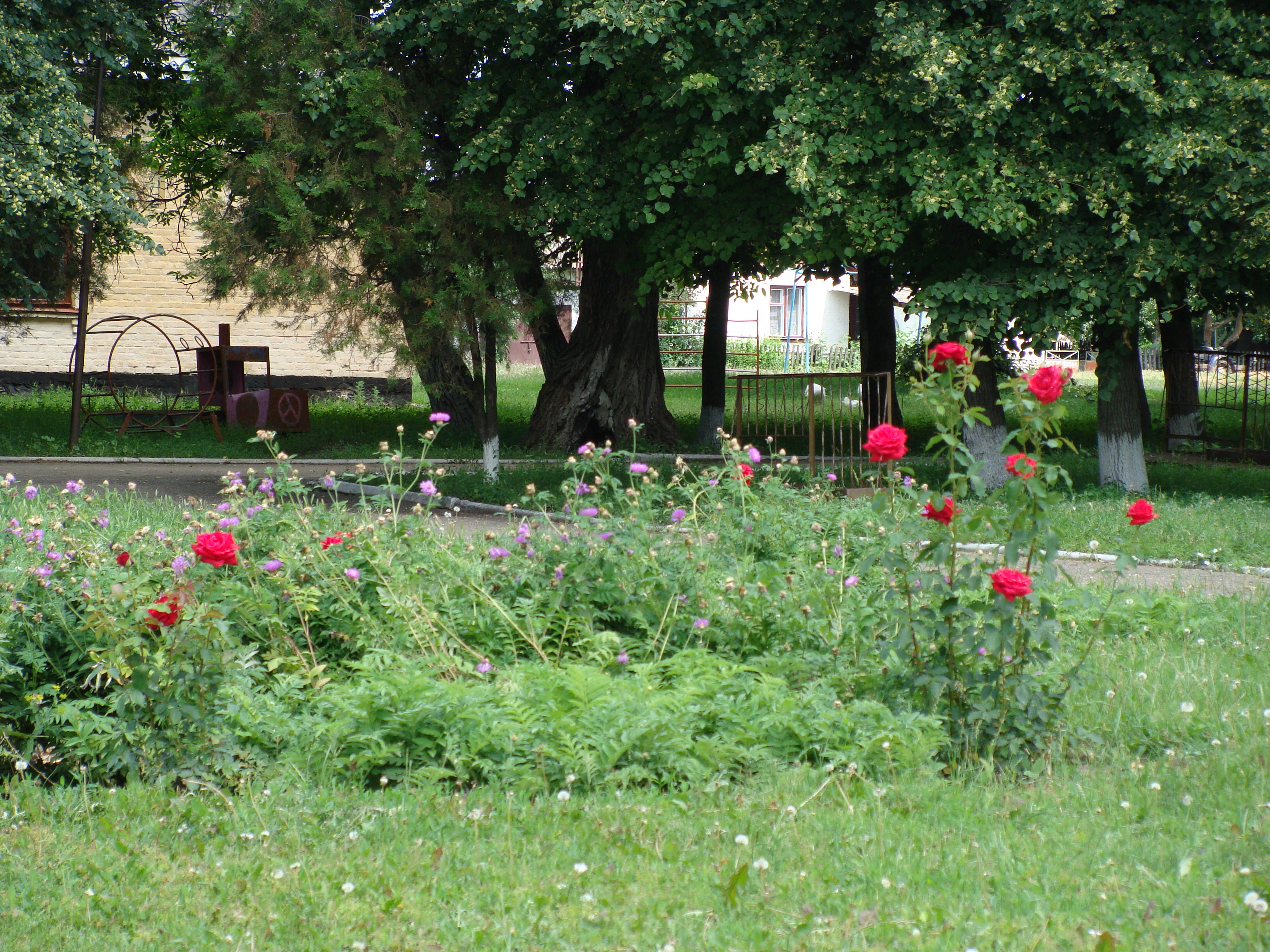
Клумба

Особливістю  Затишку є наявність одних з найкращих в Уманському районі ґрунтів. За статистичними даними Уманського районного земельного управління із загальної площі 1742кв.м чорноземи різних типів   складають тут 1542 кв.м.
За спогадами колишньої жительки села Марії Оверківни Човганюк, 1896 року народження, яка прожила в ньому 98 років, назва села не є випадковою. З розповідей своєї бабусі вона пам’ятала, що у 1876 році городницький пан Ліпковський, купуючи землю для сина – молодшого пана Ліпковського, у вікнянського пана, оглядаючи  її висловився: «Затишно. Хороше». Так і стали володіння молодшого пана Ліпковського називатись «Затишком». І дійсно, було тут завжди тихо, спокійно і затишно. На двох пагорбах, які схилом спускаються у видолинок він  створив гарний маєток ( фільварок). На північному схилі збудував  жилі панські приміщення (  нині знаходиться територія школи), корівник, конюшню, воловню, млин кузню, олійню, зерносховище. На східному схилі, у видолинку, господарство сільськогосподарських робіт, де знаходилися сівалки, молотарки, плуги, борони та два житлових будинки для челяді і робітників, які люди називали «восьмирик» і «шестирик». Поле обробляли «поденщики», які наймалися сезонно і жили в землянках. За день вони заробляли 15-20 коп.  Чоботи в ті часи коштували 3-4 крб., свита  5-7 крб., корова 30-25 крб. Харчувалися люди в пана. Приготовлену страву висипали в корита і всі сідали навколо них з своїми ложками та їли. Двічі на місяць пан давав гарбу й воли для поїздки за крамом і іншими товарами в село Тернівку.
Про пана Ліпковського, мешканці селища зберігають щонайкращі спогади. Адже він слідкував за його красою, дбав про убогих та багатодітних. Не було такого дня щоб пан не об'їхав селище не зайшов у кожну хату і не допоміг. Допомагав усім: одягом, їжею, ліками. «Бувало, - розповідала бабуся Човганюк, - під'їде панська бричка під нашу хату, а ми вже радіємо, бо знаємо,що повечеряємо хлібом та борщем.»
В селищі грамоту знав тільки один економ та садівник Штандило.
Територія нинішнього села Політвідділовець також належала до угідь пана Ліпковського, там ріс ліс. Пан мав свою лісопильню. З будівель були  дві хати і десять землянок,в яких жили робітники. В1885 році ліс викорчували, залишивши землянки.

### Радгосп «Затишок»
У 1917 році пан Ліпковський з сім'єю емігрував за кордон, залишивши 750 голів рогатої худоби, 350 коней, 1000 породистих овець, різної птиці. Тому то його володіння й стали радгоспом «Затишок», який вперше було організовано за першого приходу радвлади на Уманщину в 1918р. В травні того ж року загони С. Петлюри реквізували з радгоспу: вівці, коні. Корів «розтягли куркулі»: Ковальський, Заїки.
З остаточним встановленням радянської влади в 1920 році затишанські землі вдруге  стали радгоспом «Затишок», що спеціалізувався на вирощуванні насіння цукрових буряків.
Для організації роботи в радгоспи ( мається на увазі й радгосп «Політвідділовець») були послані перші комуністи – Човганюк Юстим Ігнатович та Мовчан М. І.,який став першим управляючим радгоспу.
Місцевих жителів в радгоспах було мало, на роботу наймалися сезонники, для яких було збудовано гуртожитки. Діти тих сімей, які жили в радгоспах і досягли шкільного віку навчалися в школах ближніх сіл-Антонівки, Вікнини. Поступово люди все більше і більше заселяли територію радгоспів. У 1922р. в Затишку у хаті колишнього економа відкрили дитячі яслі, а в 1928 році в панській хаті двокласну школу, яку відвідувало 10-12 учнів. Першими вчителями були робітфаківці – Олексій Григорович і Григорій Олексійович  із села Дмитрушки. Із зростанням  населення, зростали і його потреби. Вже в 1934р. було відкрито 1-4 класи,кількість учнів становила 20-25 чол. Учителями в 30 – 40 роки були :  дружина управляючого Мовчан Ніна Кіндратівна, Червонянська, Литвинюк І.М., Мелан, які мали лише семирічну  освіту або церковно-приходську.

### Голодомор 1932-33рр.

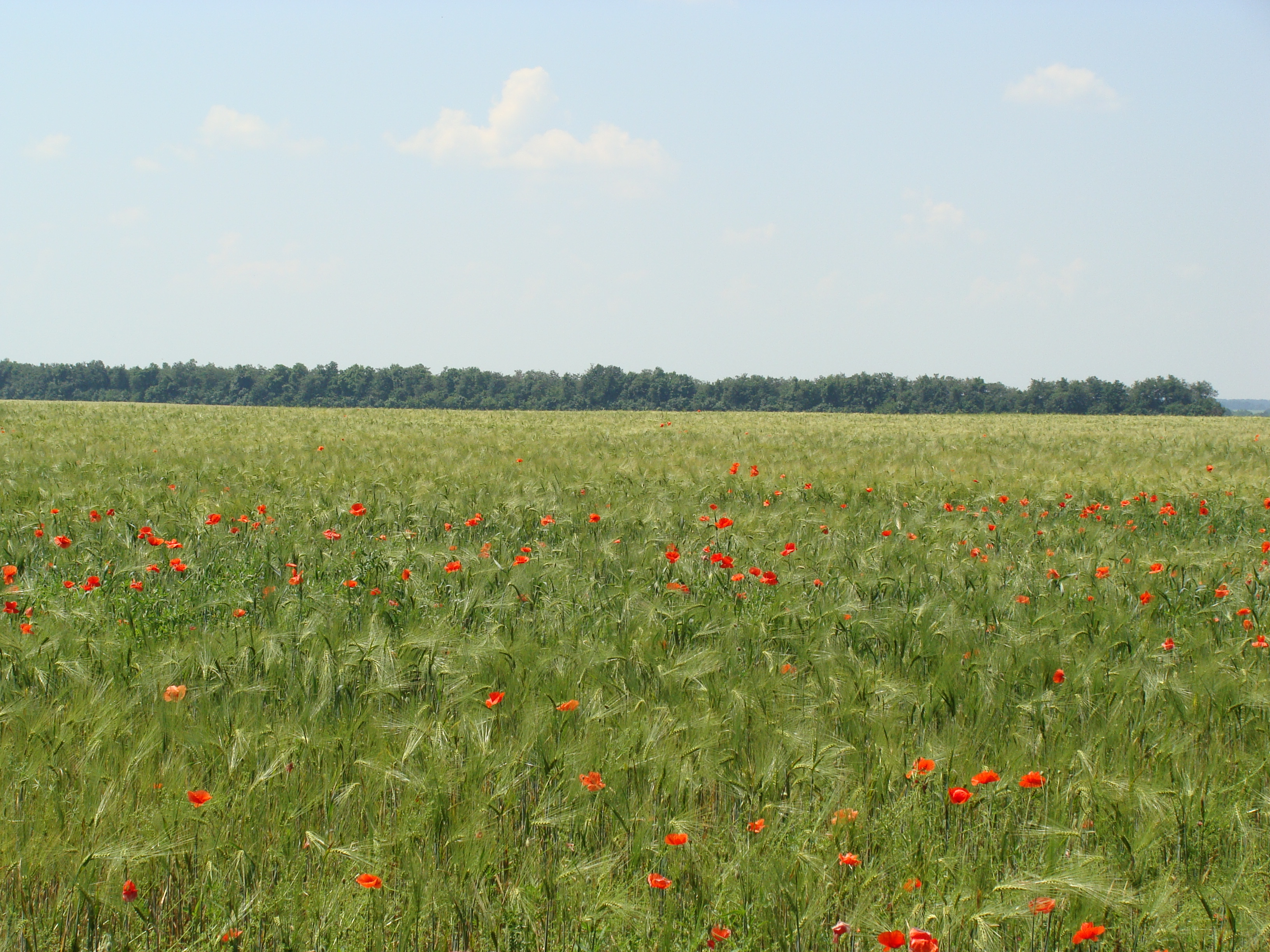
поле ячменю

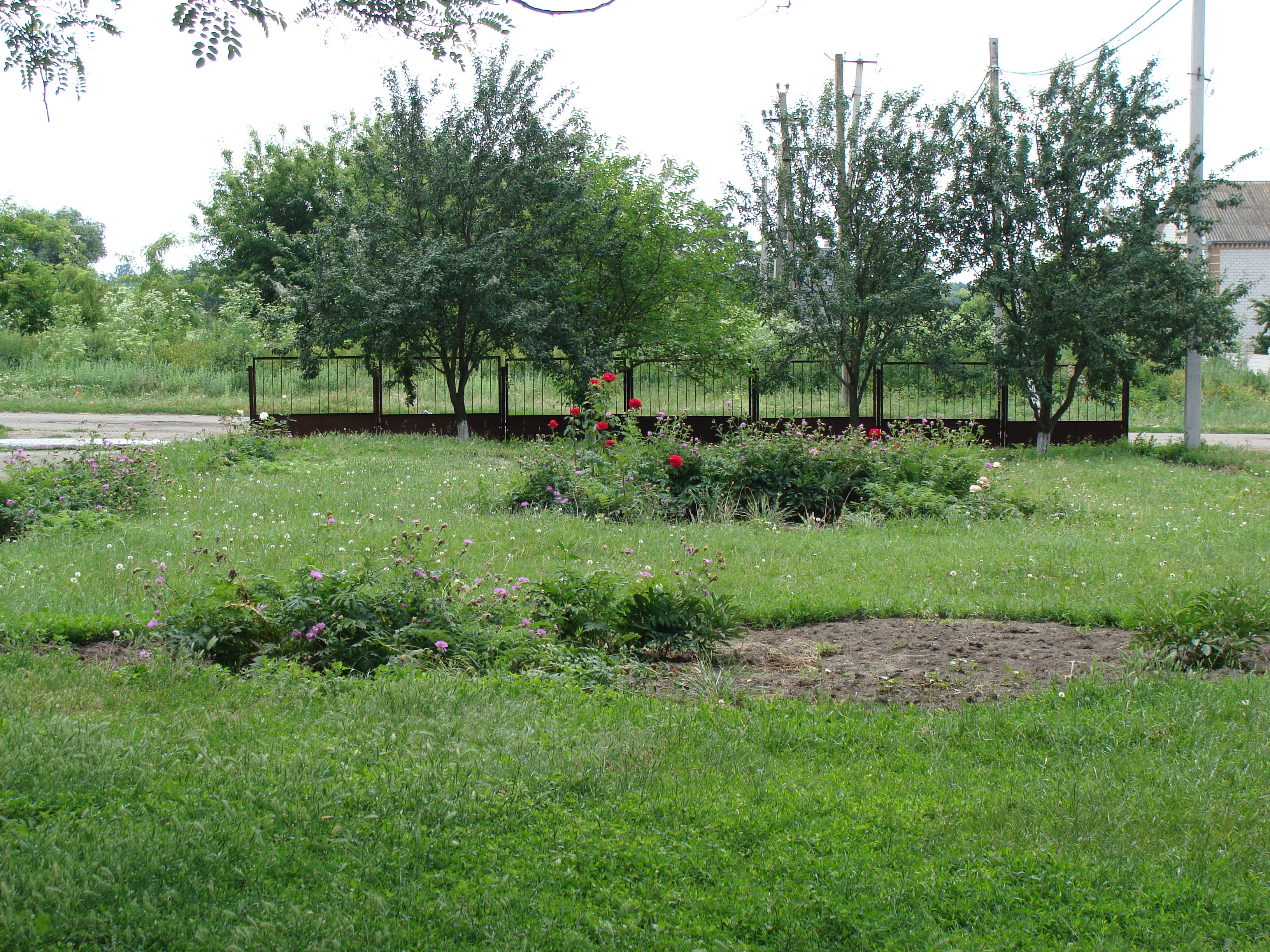
клумба

У трагічний 1933р. у Затишку з'явилося багато нових жителів, адже до нього прибилось чимало людей з навколишніх сіл - шукачів порятунку від голодної смерті. Деякі з них отримали в радгоспі роботу та саме елементарне харчування -  бовтушку з борошна, шматочок хліба. Але ж то була їжа! То було життя! Багатьом з голодуючих не поталанило. Надзвичайно виснажених, їх вже ніщо не могло спасти. Безіменних померлих звозили до спільної ями, що знаходилася на протилежному боці Свинарського ставка.

### Період Великої Вітчизняної війни
У 1941р. 80 жителів села стали на захист Батьківщини, близько 30 сельчан були насильно вивезені до Німеччини. Під час Великої Вітчизняної війни великих битв, боїв на території села не відбувалося. Тут знаходилися тваринницькі ферми, за роботою яких наглядав місцевий поліцай. В навколишніх лісах дислокувалися партизанські загони, бійці яких частенько навідувалися до села та навіть вступали у двобій із поліцаями. Місцеві жителі чим могли підтримували партизан. Нині в хаті, де жила жінка, яка переховувала партизан знаходиться фельдшерський пункт села. На могилі розстріляних партизан  - Куркова Анатолія Дмитровича та двох невідомих встановлено пам’ятний знак, за яким доглядають жителі села як і за обеліском Слави загиблим у війні землякам,встановленому в 1987р. З фронтів Великої Вітчизняної війни до рідних осель повернулося 48 осіб, а з фашистської неволі - 25 осіб.

### Відділення Рижавського бурякорадгоспу
У повоєнні роки у Затишку було створено відділення Рижавського бурякорадгоспу, що спеціалізувалося на вирощуванні насіння цукрових буряків. До 1960 року у відділенні працювало 10 ланок по 10 осіб у кожній. Всі роботи виконувалися вручну, та самовіддана праця давала високі результати. Чимало працівників відділення були нагороджені за результатами праці високими урядовими нагородами.
В 50 – 60 роки населення Затишку збільшилося в 2,5 – 3 рази. Кількість учнів в початковій школі зросла до 60-80, де вже працювали вчителі зі спеціальною середньою освітою. В 1950 -52 роках на місці глинища (зараз знаходиться магазин) побудовано нове шкільне приміщення. В ті часи школа належала до Антонівської сільської ради. Директором початкової школи у 70-ті були Брижата Т.І. та Рибак В.І.

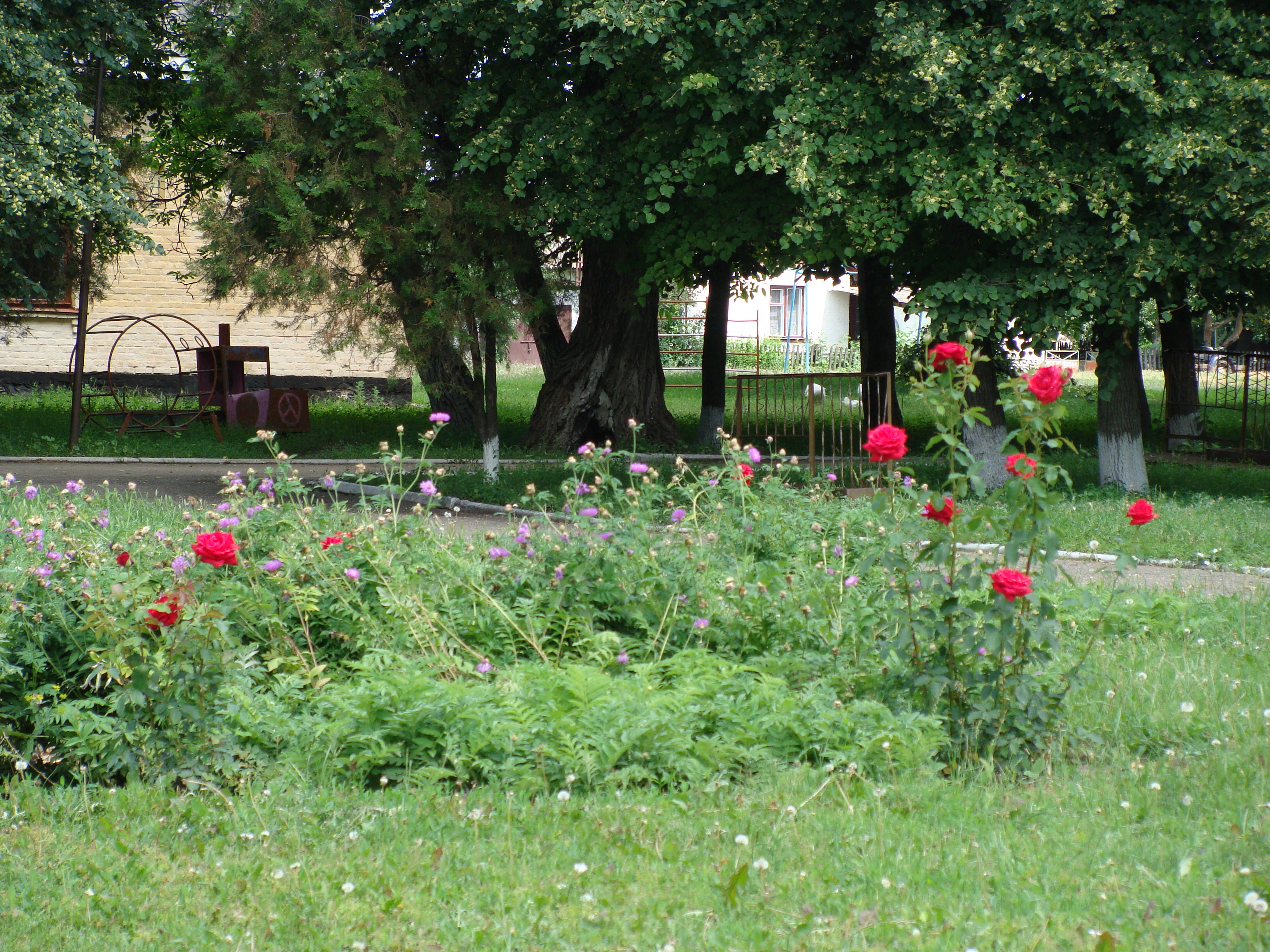
Пришкільна клумба

В 70-ті роки в селі вже налічувалося до 1000 дворів. В Затишку збудували дванадцять чотириквартирних будинків, п’ять двоповерхових на вісім квартир, сім двоквартирних для спеціалістів. Більше як 40 сімей мали власні гарні новозбудовані будинки з присадибними ділянками. Покращався й побут селян. В кожній квартирі чи будинку було радіо, у кожній другій телевізори, пральні машини, холодильники.

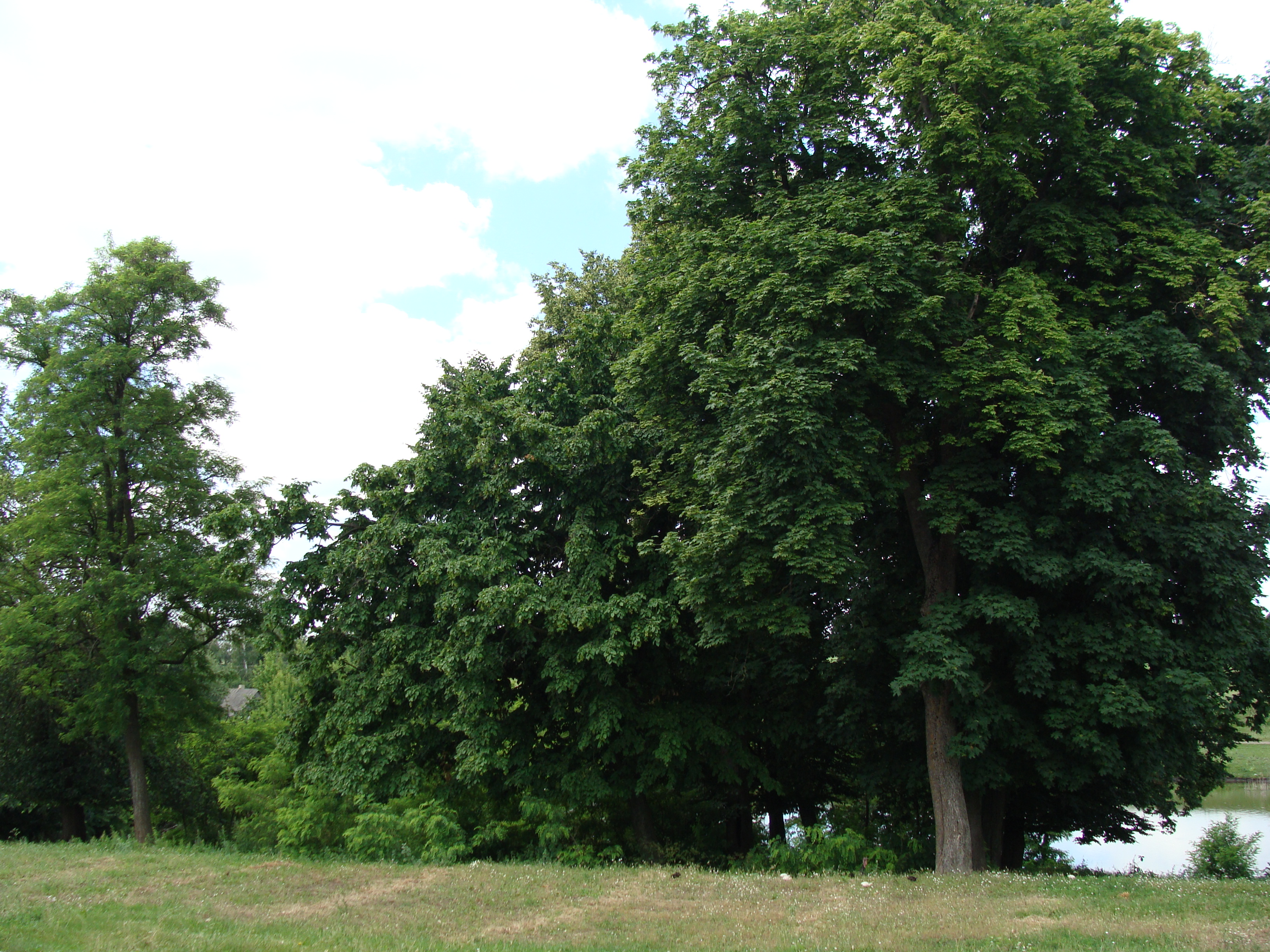
Задній двір школи

Також було збудовано сім нових корівників,будинок тваринника,лазню, парокотельний цех, який опалював клуб і адміністративні установи. В1975р. відкрито новий магазин. В 1970-71 роках до с. Колодистого прокладено шосейну дорогу. Дітей старших класів ( 4-10 класи), які навчалися в Колодистенській середній школі стали підвозити спеціальним автобусом.
В 1986р. в радгоспі працювало 456 чоловік, з яких 150  віком до 30 років. В 1989-1991 роках господарство в Затишку очолював Лісовий Іван Миколайович,за керівництва якого  існувала висока  культура землеробства - одне поле протягом року тричі засівалося різними культурами а на одну фуражну корову надої складали 16 літрів молока.

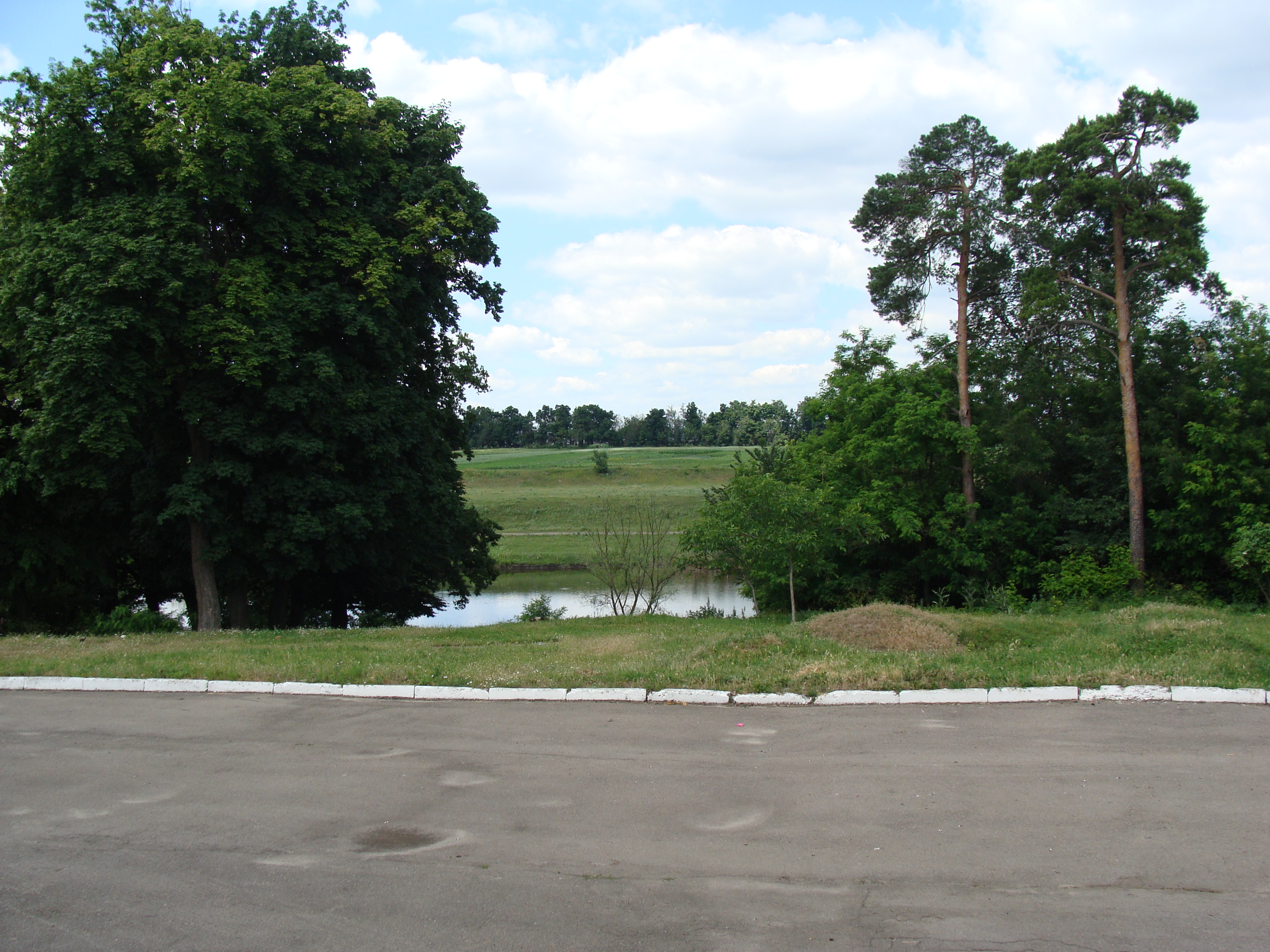
ставок "Панський"

Високі трудові здобутки жителів Затишку уможливлювали подальше покращення добробуту і благоустрою села. Був побудований новий автогараж, почала діяти авторемонтна майстерня,зведений новий будинок механізатора на тракторному стані. У центрі села з’явився гарний Будинок культури та п’ять двоповерхових будинків по десять квартир, а також 12-квартирний будинок для молодих спеціалістів. Всі дороги покрили твердим покриттям.
Вісімдесяті роки минулого століття позначені трагічними подіями в житті колишнього Радянського Союзу. Торкнулися вони і затишан.

### Роки незалежності (сьогодення)
В зв’язку із зміною в економічному житті країни - роздержавленням економіки,29 квітня 1996р. Рижавський бурякорадгосп став ВАТ «Рижавський насінницький буряк». В 2004 р. рішенням господарського суду ВАТ «Рижавський насінницький буряк» визнано банкрутом. Для погашення кредиторської заборгованості все майно, що належало даному підприємству було продано.

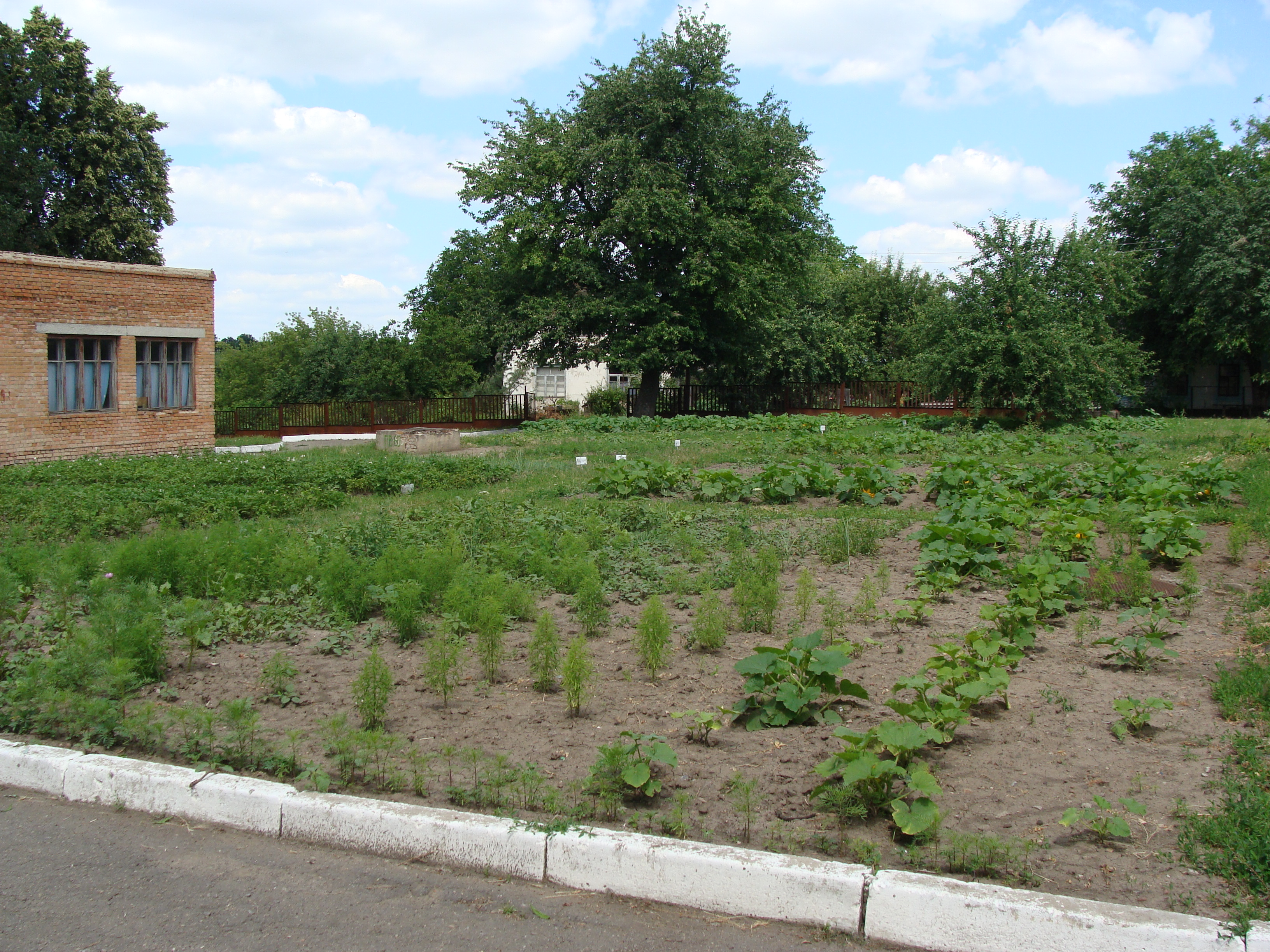
Шкільна присадибна ділянка

В грудні 2002 року відбулося розпаювання земель, середній розмір паю на одну особу становив 3,20 га-3,60 га, залежно від родючості землі.
З ліквідацією радгоспу затишани змушені шукати роботу поза межами селища. Значна кількість працює вахтовим методом на будівництвах та підприємствах Києва, Борисполя, Броварів, Одеси, Умані.  Деякі виїхали на заробітки за кордон.
Одним із джерел прибутку для мешканців селища є ведення одноосібного селянського господарства. Сельчани вирощують багато птиці - індиків, гусей, курей, качок та тримають свиней, корів, молоко яких здають заготовачу.
Мешканці селища православного віросповідання, відвідують церкву у с. Колодистому та с. Тернівці. В великі релігійні свята - Великдень, Різдво священник із Колодистого відправляє службу у самому селищі. Водночас є тут і представники протестантизму, а саме церква Християн віри євангелістської.
Покровителем Затишку є святий Дмитро, свято якого припадає на 8 листопада, саме цей день і є Днем села або, як тут кажуть, «Праздником».
Одна з найбільш гострих проблем селища, віддаленого від райцентру більше як на 50 км є надзвичайно поганий стан дороги на відрізку Колодисте - Затишок. Рейсовий автобус,  коливається на вибоїнах, загрозливо нахиляючись то в правий, то в лівий бік, то пірнаючи вперед неначе корабель у п’ятибальний шторм на морі. Водії ж легковиків змушені віртуозно маневрувати, повільно виписуючи шинами затійливі візерунки на розбитому шляху. За негоди –ожеледиці, заметілі Затишок фактично залишається відрізаним від зовнішнього світу, на декілька днів відключається електроенергія, відміняється рух автобуса. Тоді єдиним засобом зв’язку стає мобільний телефон, за наявності гарних батарейок.
Сівачем розумного, доброго, вічного була в селищі школа. Змінивши декілька приміщень вона у 1991 остаточно оселилася у двоповерховій новобудові. З 1999 р. вона стала одинадцятирічною. Школа світла і простора, працівники школи докладають максимум зусиль до створення сприятливих умов для навчання та виховання дітей. На 2010й рік в школі навчається 57 дітей, дошкільну групу відвідує 15 дітей, працює 12 вчителів.  Очолює шкільний колектив директор Мельник Тетяна Петрівна, яка вчителює тут з 1981р. та є вчителем вищої кваліфікаційної категорії, має звання старший вчитель. За період з 2000 року школа випустила 11 медалістів, з них 8 з золотою та 3 із срібною медалями. Значна кількість випускників продовжила та продовжує навчання у вищих учбових закладах. В школі значна увага приділяється формуванню у учнів здорового способу життя, заохочуються заняття у спортивних гуртках і участь у змаганнях.
14 березня 1991р у Затишку було створено сільраду, як орган місцевого самоврядування, якій підпорядковане й селище Політвідділовець.
Щорічно, як правило на початку року, проходять загальні збори мешканців села, так звана сходка, де заслуховується звіт про виконання бюджету та  інформація про новий бюджет, про місцеві податки і збори, про затвердження програми зайнятості населення та інші.